# Karel Snoeckx
Karel Snoeckx (ur. 29 października 1973 w Turnhout) – belgijski piłkarz grający na pozycji środkowego pomocnika. Był reprezentantem Belgii.

## Kariera klubowa
Swoją karierę piłkarską Snoeckx rozpoczynał w juniorach klubów K Turnhoutse SK HIH (1981-1984) i Lierse SK (1984-1991). Następnie w 1991 roku awansował do pierwszego zespołu Lierse i w sezonie 1991/1992 zadebiutował w nim w pierwszej lidze belgijskiej. W sezonie 1996/1997 wywalczył z Lierse tytuł mistrza Belgii.
Latem 1997 Snoeckx przeszedł do KSC Lokeren, a swój debiut w nim zaliczył 9 sierpnia 1997 w przegranym 0:3 wyjazdowym meczu z Lierse. W zespole Lokeren występował przez dwa sezony.
Latem 1999 Snoeckx wrócił do Lierse. Grał w nim do końca 2003 roku. W 2004 roku przeszedł na wypożyczenie do norweskiej Vålerengi Fotball. 14 września 2003 zadebiutował w niej w zremisowanym 1:1 domowym meczu z FK Bodø/Glimt. Po pół roku gry w niej wrócił do Lierse.
W styczniu 2004 Snoeckx został zawodnikiem Germinalu Beerschot. Swój debiut w nim zaliczył 24 stycznia 2004 w zremisowanym 1:1 domowym spotkaniu z Lierse SK. W sezonie 2004/2005 zdobył z Germinalem Puchar Belgii.
Na początku 2006 roku Snoeckx znów wrócił do Lierse, a latem tamtego roku został piłkarzem KSK Beveren, w którym swój debiut zanotował 10 września 2006 w przegranym 0:2 wyjazdowym meczu z KSC Lokeren. W sezonie 2006/2007 spadł z Beveren do drugiej ligi. W sezonie 2008/2009 grał w trzecioligowym Hoogstraten VV. W sezonie 2009/2010 występował w czwartoligowym KFC Lille, a w sezonie 2010/2011 w szóstoligowym WS Schorvoort Turnhout, w którym zakończył karierę.
| Sezon   | Klub                   | Kraj   | Rozgrywki     | Mecze | Gole |
| ------- | ---------------------- | ------ | ------------- | ----- | ---- |
| 1991/92 | Lierse SK              | Belgia | Eerste klasse | 2     | 0    |
| 1992/93 | Lierse SK              | Belgia | Eerste klasse | 21    | 5    |
| 1993/94 | Lierse SK              | Belgia | Eerste klasse | 14    | 0    |
| 1994/95 | Lierse SK              | Belgia | Eerste klasse | 30    | 3    |
| 1995/96 | Lierse SK              | Belgia | Eerste klasse | 32    | 3    |
| 1996/97 | Lierse SK              | Belgia | Eerste klasse | 31    | 0    |
| 1997/98 | KSC Lokeren            | Belgia | Eerste klasse | 33    | 4    |
| 1998/99 | KSC Lokeren            | Belgia | Eerste klasse | 29    | 2    |
| 1999/00 | Lierse SK              | Belgia | Eerste klasse | 31    | 4    |
| 2000/01 | Lierse SK              | Belgia | Eerste klasse | 30    | 8    |
| 2001/02 | Lierse SK              | Belgia | Eerste klasse | 25    | 4    |
| 2002/03 | Lierse SK              | Belgia | Eerste klasse | 30    | 1    |
| 2003    | Vålerenga Fotball      | Belgia | Eliteserien   | 6     | 0    |
| 2003/04 | Lierse SK              | Belgia | Eerste klasse | 2     | 0    |
| 2003/04 | Germinal Beerschot     | Belgia | Eerste klasse | 10    | 1    |
| 2004/05 | Germinal Beerschot     | Belgia | Eerste klasse | 22    | 3    |
| 2005/06 | Germinal Beerschot     | Belgia | Eerste klasse | 13    | 0    |
| 2005/06 | Lierse SK              | Belgia | Eerste klasse | 14    | 0    |
| 2006/07 | KSK Beveren            | Belgia | Eerste klasse | 25    | 2    |
| 2007/08 | KSK Beveren            | Belgia | Tweede klasse | 32    | 1    |
| 2008/09 | Hoogstraten VV         | Belgia | Derde klasse  | 26    | 1    |
| 2009/10 | KFC Lille              | Belgia | IV liga       | 23    | 1    |
| 2010/11 | WS Schorvoort Turnhout | Belgia | VI liga       | ?     | ?    |

## Kariera reprezentacyjna
W reprezentacji Belgii Snoeckx zadebiutował 29 maja 1996 w zremisowanym 2:2 towarzyskim meczu z Włochami, rozegranym w Cremonie, gdy w 64. minucie zmienił Nico Van Kerckhovena. Był to jego jedyny mecz w kadrze narodowej.